# Cyril Aldred
Cyril Aldred (Londra, 19 febbraio 1914 – Edimburgo, 23 giugno 1991) è stato un egittologo britannico.
Fu grande conoscitore della materia come ebbe modo di osservare lo stesso Howard Carter. Ha dedicato l'intera esistenza al Royal Scottish Museum di Edimburgo (oggi Royal Museum of Scotland) dove raggiunse l'alta carica di Intendente per l'arte e l'archeologia. È stato anche curatore associato del Dipartimento di arte egizia al Metropolitan Museum of Art di New York

## La vita
Nato e cresciuto a Fulham (Londra), figlio di Frederick Aldred e Lilian Ethel Underwood, ma scozzese di adozione per i suoi 53 anni trascorsi a Edimburgo. Nel 1932, all'età di 18 anni, riuscì a impressionare anche Howard Carter: lo scopritore della tomba di Tutankhamon disse infatti che aveva trovato in Aldred «una forte conoscenza delle materie egittologiche, soprattutto nell'arte egiziana»..
Aldred ha studiato alla Sloane School a Chelsea. Successivamente ha completato gli studi d'Inglese al King's College di Londra. Da lì il trasferimento all'Istituto d'Arte Courthauld dedicandosi alla storia dell'arte che diventerà materia primaria dei suoi studi e approfondimenti fino alla fine della sua esistenza.
Il passaggio dal King's College al Courthauld è inframmezzato da una parentesi inaspettata. Conosciuto Howard Carter, l'ancora giovanissimo studioso ha la possibilità di trascorrere una stagione di scavi in Egitto offerta dallo stesso egittologo. Poi Aldred decide di restare in Inghilterra, prendere il diploma al King e proseguire al Courthauld.
È il 1937 che lo vede iniziare come assistente al Dipartimento di Arte ed Etnografia del Royal Scottish Museum. Nel 1938 sposa Jessie Kennedy Morton e prosegue nella sua lunga carriera al museo scozzese che lascerà solo due volte, la prima durante la Seconda guerra mondiale, quando la struttura museale viene chiusa e lui serve la Patria nella Raf. La seconda, fra il 1955 e il 1956, quando si trasferisce per un anno come curatore associato del Dipartimento di arte egizia al Museo Metropolitan di New York per lavorare con William C. Hayes, curatore titolare. Lo stesso Hayes lo vuole come suo successore, ma Aldred preferisce tornare in Scozia. Al Royal Museum of Scotland dedicherà tutta la sua vita e perfezionerà sempre di più la conoscenza dell'arte e della storia dell'Antico Egitto, cui accompagnerà uno dei suoi più grandi approfondimenti, quello dell'epoca amarniana , un'attrazione nata durante il suo soggiorno a New York e il suo lavoro al Metropolitan.
Qualche anno prima, nel 1949, scrive “Old Kingdom Art in Ancient Egypt”, seguito poi nel 1950 e nel 1952 da altri due volumi sul Medio Regno e sul Nuovo Regno.
Nel 1961 viene promosso intendente per l'Arte e l'Archeologia in Scozia. Pochi anni dopo e precisamente nel 1968, principia la sua produzione di volumi che resteranno fondamentali per l'alta divulgazione scientifica di tanti aspetti della civiltà dell'Antico Egitto. Comincerà quindi con “Akhenaten, Pharaoh of Egypt” (titolo in Italia “Akhenaton il faraone del sole”, da lui ampliato poi nel 1988), poi “Gioielli dei Faraoni” nel 1971, ma pietra miliare resterà il catalogo da lui editorialmente curato per la mostra “Akhenaten e Nefertiti” allestita, in quel periodo di tempo,  al Brooklyn Museum. Dopo il suo ufficiale ritiro da un'occupazione regolarmente stipendiata, Aldred collabora, nel 1978, a “L'univers des formes”, collana universale di studi d'arte edita da Gallimard, sempre riguardo all'antico Egitto; in quello stesso anno fu eletto membro della Royal Society di Edimburgo. E inoltre pubblicherà: “Egyptian Art” nel 1980, “L'Egitto del Crepuscolo” (1981), “Tutankhamun and Friends” (nel settembre del 1985) e “Gli Egiziani, tre millenni di civiltà”.
Cyril Aldred è scomparso a Edimburgo nel 1991.

## Libri
- Tre millenni di civiltà. Origine, splendore e declino di un antico popolo sulle sponde del Nilo, Coll. Universale Storica Newton, 256 p., ISBN 88-541-0450-7
- The Egyptians, Prefazione di Aidan Dodson, Thames & Hudson, settembre 1998 - ISBN 0500280363
- Ancient Egypt in "The Metropolitan Museum Journal": Volumes 1-11 (1968-76), Metropolitan Museum of Art New York, settembre 1996 - ISBN 0300085680
- Akhenaten: King of Egypt, Thames & Hudson, aprile 1991, ISBN 0500276218
- Tutankhamun and Friends, Bellerophon Books, settembre 1985, ISBN 0883880431
- Egyptian Art, Thames & Hudson, febbraio 1985, ISBN 0500201803
- Egypt to the End of the Old Kingdom (Library of Early Civilizations), Thames & Hudson Date, 1982, ISBN 0500290016
- Egyptian Art in the Days of the Pharaohs, 3100-320 Bc (the World of Art Series), Oxford University Press, N.Y., 1980, ISBN 9780195202243; 252 p., 199 illustrazioni
- Arte dell'antico Egitto, Rizzoli, 2003, 280 p., ISBN 9788874230631 -
- Akhenaton. Il faraone del sole, traduzione di Bruno granata, 1996, 256 p., ISBN 8881832828